# Ертемское (сельское поселение)
Ерте́мское — упразднённое муниципальное образование со статусом сельского поселения в составе Юкаменского района Удмуртии.
Административный центр — деревня Ертем.
К 18 апреля 2021 года было упразднено в связи с преобразованием района в муниципальный округ.

## Состав
В состав сельского поселения входили 9 населённых пунктов:
- деревня Ертем,
- деревня Старый Безум,
- деревня Муллино,
- деревня Сыга,
- деревня Байран,
- деревня Зилай,
- деревня Зянкино,
- деревня Тарсаки,
- деревня Воронино.

## Население
| 2007 | 2010 | 2012 | 2013 | 2014 | 2015 | 2016 |
| ---- | ---- | ---- | ---- | ---- | ---- | ---- |
| 515  | ↘417 | ↘395 | ↘387 | ↗388 | ↘381 | ↘371 |
| 2017 | 2018 | 2019 | 2020 |      |      |      |
| ↗376 | ↘355 | ↘334 | ↘319 |      |      |      |